# Artemon
Artemon (Αρτέμων) war ein antiker griechischer Vorname.
Schriftsteller:
- Artemon aus Kassandreia, griechischer Grammatiker des 2. Jahrhunderts v. Chr.
- Artemon (Pergamon), pergamenischer Pindar-Kommentator des 2. Jahrhunderts v. Chr., möglicherweise identisch mit dem Grammatiker aus Kassandreia
- Artemon (Rhetor), griechischer Rhetor des 1. Jahrhunderts n. Chr., mehrmals von Seneca dem Älteren erwähnt
- Artemon von Magnesia, Verfasser eines Werkes über die Tugenden von Frauen
- Artemon (Dichter), Epigrammdichter des Meleagros-Kranzes
- Artemon von Milet, Verfasser eines 22 Bücher umfassenden Werks über Träume
- Artemon von Laodikeia, griechischer Annalist und Schriftsteller (Werk über Laodikeia)

Künstler:
- Artemon (Maler), Maler der Diadochenzeit
- Artemon (Koroplast), griechischer Koroplast, der Ende des 1. Jahrhunderts v. Chr. bis Anfang des 1. Jahrhunderts n. Chr. in Kleinasien wirkte
- Artemon (Bildhauer), Bildhauer des 1. Jahrhunderts n. Chr., schuf mit Pythodoros Werke für die Kaiserpaläste auf dem Palatin

Sonstige:
- Artemon (Anakreon), ein von Anakreon satirisch angegriffener, angeblich verweichlichter Emporkömmling des 6. Jahrhunderts v. Chr.
- Artemon (Ingenieur), aus Klazomenai, griechischer Ingenieur des 5. Jahrhunderts v. Chr., Erfinder von Belagerungsgeräten für Perikles
- Artemon der Syrer, Syrer des 2. Jahrhunderts v. Chr., sah Antiochos III. sehr ähnlich und wurde daher nach dessen Tod von Königin Laodike für den verstorbenen König ausgegeben
- Artemon (Mediziner), spätestens im 1. Jahrhundert n. Chr. lebender Arzt
- Artemon (Christ) oder Artemas, Vertreter einer heterodoxen christlichen Lehrmeinung in Rom im 3. Jahrhundert